# 伦登
伦登是德国石勒苏益格－荷尔斯泰因州的一个市镇。总面积4.65平方公里，总人口1604人，其中男性827人，女性777人（2011年12月31日），人口密度345人/平方公里。